# 御峯
御峰（英語：Summit），是一幢位於香港島灣仔區東半山司徒拔道的豪華住宅，鄰近同一建築師設計的曉廬。此樓宇全部由恒隆地產持有，為同區少有的出租豪宅。

## 戶型
御峰設有共54伙複式出租住宅，分為標準複式及相連複式單位；前者實用面積為2,390平方呎，而後者則為4,771平方呎。而在實用率方面，二者均為79%至80%。

## 鄰近
- 寶雲道
- 港安醫院
- 玫瑰新邨
- 曉廬